# Patxi Andion
Francisco José «Patxi» Andión González (Madrid, 6 d'octubre de 1947 - Sòria, 18 de desembre de 2019) va ser un cantautor, músic, actor i professor de sociologia espanyol d'origen basc.

## Biografia
Va néixer el 1947, a Madrid, fill de pares bascs euskalduns. Al cap de pocs dies va ser portat al País Basc, amb el qual des de molt petit es va sentir profundament identificat gràcies a les arrels familiars. No obstant això, sent petit va ser traslladat a Madrid per a cursar els estudis de primària. D'origen humil, això no va ser un impediment perquè sempre es procurés que a la seva casa hi hagués llibres, per la qual cosa des de nen va ser un àvid lector. El seu pare fins i tot va ser combatent en les files republicanes durant la Guerra Civil espanyola. Es va convertir en un controvertit cantautor en els convulsos anys 70, col·laborant amb diverses organitzacions antifranquistes (UPA,1 FRAP2), la qual cosa al final l'obligà a exiliar-se a París (on va conèixer casualment l' àmpliament conegut Jacques Brel, qui el va influir després en el seu quefer artístic) i fins i tot va arribar a fer-se a la mar com a part de la tripulació d'un vaixell pesquer, amb el qual va donar la volta a mig món. Ara només esporàdicament ‘desempolsa’ aquelles velles cançons que un dia van sonar com un maçada en una Espanya en la qual s'havia assumit en menor o major grau, i amb les lògiques convulsions, a Serrat, a Raimon, a Lluis Llach... però en la que va costar acceptar a Patxi. I és que ell no li buscava tant com uns altres el doble sentit o la metàfora social a les seves cançons, ni amagava les seves aspiracions i frustracions, ni aquestes estaven tan llunyanes de les de l'home del carrer... Però ho feia amb una veu tan sincera, no eximeix d'un to d'irònica mala llet, que hi havia qui pensava que li podien haver censurat fins al mateix “Avemaría”, d'haver-ho gravat amb aquell, el seu inimitable estil. Fins i tot va haver-hi un crític portuguès que va arribar a definir-ho com "un home que cantava com un guerrer".
Es va iniciar en la música en la dècada dels seixanta formant part d'agrupacions que no van transcendir com Els Dingos o Els Camperos, les quals interpretaven el que avui es coneix com a temes clàssics del rock & roll, com "Popotitos".
Pot dir-se que l'apogeu de la seva carrera musical va abastar el període comprès entre 1971 i 1978, durant el qual va aconseguir notables cotes de qualitat artística amb temes com "Puedo inventar", "La casa se queda sola", "Tiempo, tiempo", "Quiénsabe si volverá otra vez a amanecer", "Una dos y tres", "Sonetos 37-73", "Porque me duele la voz", "Como tu", "Entre tu piel", "Samaritana", "A donde el agua", "La bohemia", "Estrella de la mar", entre d'altres. A partir de 1979, va anar adquirint un estil cada vegada més profund i personal, la qual cosa el va  allunyar gradualment dels circuits comercials. Amb això -o potser a causa d'això - es va concentrar en l'actuació,  ja des de 1975 compaginava la música amb aquella faceta histriónica. D'altra banda, es considera que un altre factor important que va afectar la seva carrera podria haver estat el seu breu matrimoni amb l'actriu i model Amparo Muñoz (considerada la dona més bella d'Espanya en aquella època, Miss Univers el 1974) amb qui va coprotagonitzar la pel·lícula "La otra alcoba" el 1976, casant-se aquell any en un santuari navarrès. Això va ser considerat com un gest una miqueta frívol per part de Patxi entre els integrants d'aquells cercles intel·lectuals de l'esquerra progressista en els quals se l'admirava i respectava enormement com a cantautor i com a home de convicció esquerrana. Malgrat això, Patxi sempre va mostrar coherència i compromís, ja que podria haver aprofitat la seva popularitat com a actor per fer massiva la venda dels seus discos si s'hagués adaptat als gustos musicals d'aquell moment, component temes de tall comercial. No obstant això no ho va fer, i es va mantenir en aquella línia que el va fer inconfusible: compondre cançons amb temàtica social i romàntica principalment, però sempre des d'una perspectiva íntimament personal, profunda i poètica, en amalgama perfecta amb aquella veu ronca i desmanegada amb la qual sempre va cantar.
Van ser conegudes en el seu moment diverses explicacions que va fer sobre ell mateix: “Vaig néixer exactament fa vint-i-un anys i fa vint-i-un anys que sóc basc. Al meu poble hi havia una església i vuit tavernes. Als disset dies diuen que em van portar a Madrid; aquí em van inscriure. Vaig començar a estudiar a Madrid en un col·legi del que a mi em semblava una gran ciutat. Amb prou feines érem dos-cents, semblàvem la deixalla educacional d'altres col·legis. Ho érem. Érem també sincers, i rèiem dels professors. Trencàvem fanals i caps, també estiràvem el cabell a les noies. Més tard fumàvem en els serveis. Allà van néixer els meus primers pensaments de consciència de classe i els meus primers odis”... "Crec que l'única cosa amb el que es pot estar honradament compromès és amb el dubte"... "De noi vaig tenir fama de rar, i després vaig tenir fama de malalt, perquè amb les dues pessetes que em donava el meu pare per sortir els diumenges no hi havia manera d'arribar més enllà de les dues de la tarda, així que em posava malalt tots els diumenges"... "Saps? En alguna etapa vaig arribar a inventar tot un sistema per robar llibres, perquè no tenia diners per comprar-los i els necessitava com el pa"...
En l'última etapa de la seva vida residia a Madrid. En una nova faceta, va aprofitar la seva condició de sociòleg i periodista i es va fer professor fa aproximadament vint anys. Impartia classes de Comunicació audiovisual, Producció, realització i operacions artístiques i Producció audiovisual pràctica a l'Escola Universitària Politècnica de Conca de la Universitat de Castella-la Manxa. També era director de l'Escola Espanyola de Caça, de la Federació Espanyola de Caça.
Va morir el 18 de desembre de 2019 a l'edat de 72 anys, en un accident de trànsit al terme municipal de Cubo de la Solana, a la província de Sòria, després que el Land Rover que conduïa sortís de la carretera.